# Hans Georg Zachau
Hans Georg Zachau (* 16. Mai 1930 in Berlin; † 17. Dezember 2017 in München) war ein deutscher Biochemiker. Er war Professor und Vorstand des Instituts für Physiologische Chemie an der Universität München.

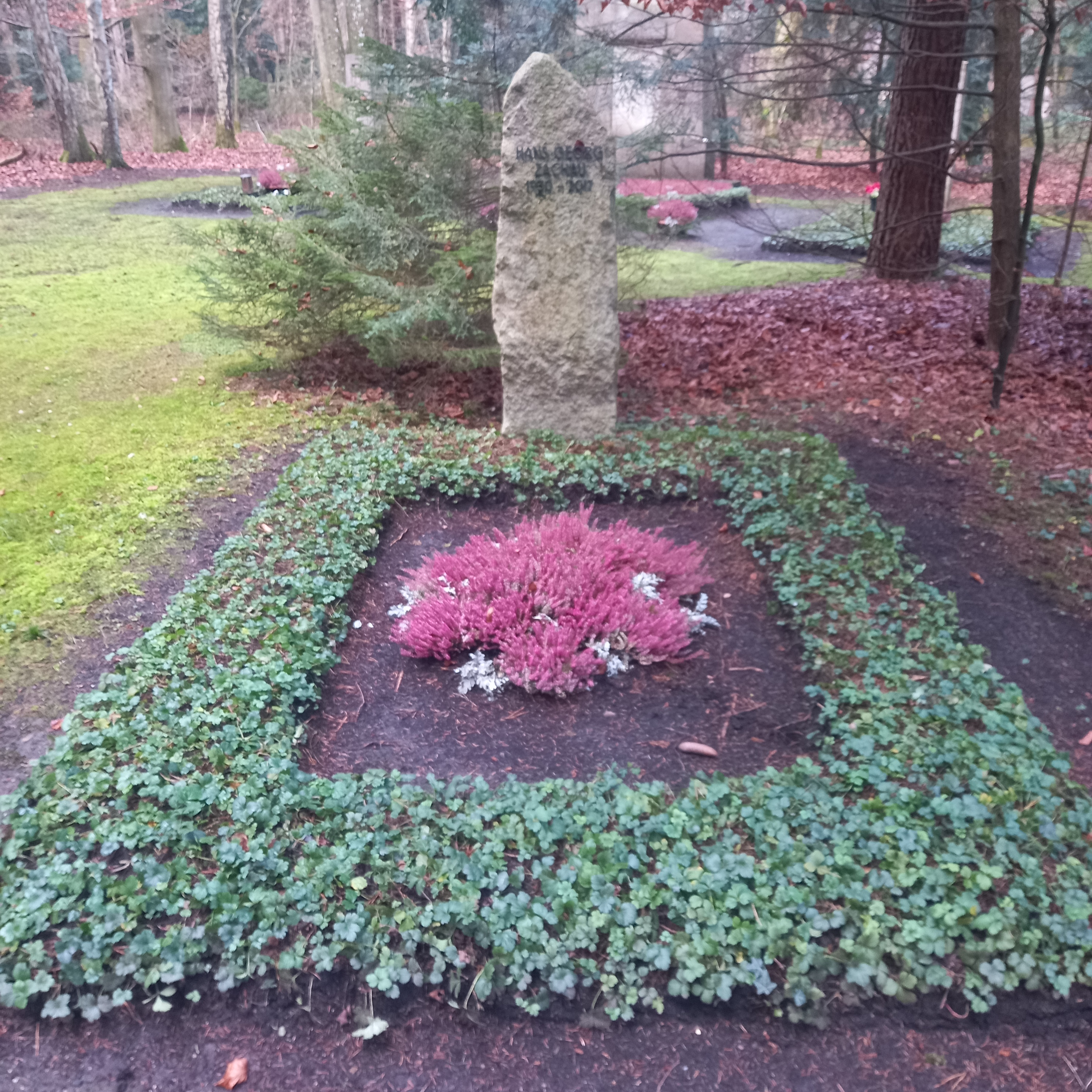
Das Grab von Hans Georg Zachau auf dem Waldfriedhof (München)

Nachdem er 1948 sein Abitur an einem humanistischen Gymnasium in Berlin abgelegt hatte, begann er ein Doppelstudium der Medizin und Chemie in Frankfurt am Main. Nachdem er das Physikum bzw. Vordiplom bestanden hatte, beendete er nur das Chemiestudium (Schwerpunkt Biochemie) und wurde am Max-Planck-Institut für Biochemie in Tübingen (heute in München), wo er von 1955 bis 1956 und von 1959 bis 1961 arbeitete, bei dem Nobelpreisträger Adolf Butenandt über Sexuallockstoffe des Seidenspinners zum Dr. rer. nat. promoviert. Er absolvierte auch noch eine betriebswirtschaftliche Zusatzausbildung und wurde 1956 Postdoktorand am Massachusetts Institute of Technology (MIT) in Cambridge, Massachusetts, USA (bis 1957), sowie 1957 am Rockefeller Institute der Rockefeller University in New York (bis 1958). Von 1961 bis 1966 war er am Institut für Genetik der Universität Köln tätig.
1967 wurde er Professor für physiologische Chemie an der Ludwig-Maximilians-Universität München (Name des Instituts heute: Adolf-Butenandt-Institut). 1999 wurde er emeritiert.
Sein Forschungsgebiet waren die tRNA und die Mechanismen zur Übertragung der Gen-Informationen in den Organismus. Seine Forschergruppe hat verschiedene Gene bei Mäusen und Menschen kartiert, darunter den Leichtketten-kappa-Immunglobulin-Genlocus IGK.
Hans Georg Zachau war der Sohn des promovierten Volkswirtschaftlers Erich Zachau (1902–1978) und dessen Ehefrau Gertrud Zachau, geborene Mengers. Er war evangelisch, verheiratet seit 1960 mit Elisabeth Zachau, geborene Vorster, und hatte drei Söhne (Martin, Ulrich und Thomas).

## Ehrungen
Im Jahr 1967 wurde Zachau zum Mitglied der Deutschen Akademie der Naturforscher Leopoldina in Halle an der Saale gewählt. 1968 erhielt er die Richard-Kuhn-Medaille (für seine Untersuchungen zur Struktur und Wirkungsweise der an der Eiweißbiosynthese beteiligten Transfer-Ribonukleinsäuren). Er gehörte ab 1976 der Bayerischen Akademie der Wissenschaften an. 1981 wurde er in den Orden Pour le mérite für Wissenschaften und Künste aufgenommen und war von 1992 bis zum 6. August 2005 dessen Kanzler. 1983 wurde ihm das Große Verdienstkreuz des Verdienstordens der Bundesrepublik Deutschland mit Stern verliehen. 1989 erhielt er den Bayerischen Verdienstorden und die Otto-Warburg-Medaille, 1991 den Bayerischen Maximiliansorden für Wissenschaft und Kunst. Seit 1985 war er korrespondierendes Mitglied der Österreichischen Akademie der Wissenschaften, seit 1989 ordentliches Mitglied der Academia Europaea und seit 1994 auswärtiges Mitglied der Russischen Akademie der Wissenschaften.